# ID Exorcist
ID: Exorcist ist eine finnische Groove- und Melodic-Death-Metal-Band aus Kotka, die 2001 gegründet wurde.

## Geschichte
Die Band wurde im Januar 2001 gegründet und entstand aus den Zerfallsresten der Gruppe Exorcist. Die Besetzung bestand anfangs aus den Gitarristen Sami Hauru und Jyrki „Jykä“ Jänkälä, dem Schlagzeuger Ville Nissinen und dem Sänger Jaakko „Jaska“ Mäntymaa. Kurz darauf stieß der Session-Bassist Runde hinzu. In dieser Besetzung wurde im Frühling des Jahres eine erste EP in einem lokalen Tonstudio aufgenommen, wobei Arttu Horttanainen als Produzent tätig war. Das Material wurde im Anschluss von Anssi Kippo im Astia Studio abgemischt. Danach schlossen sich ein paar Auftritte an. 2002 wurde eine weitere EP namens Souls for Sell produziert. Die Aufnahmen fanden in Kotka unter der Leitung Horttanainens und Haurus statt. Nach den Aufnahmen verließ Runde die Gruppe und wurde durch Ville Muona ersetzt. Nach weiteren Auftritten leistete Mäntymaa im Sommer 2002 seinen Wehrdienst ab, weswegen die Band pausierte und schon gebuchte Konzerte abgesagt werden mussten. Von September 2002 bis Januar 2003 war die Band weiter in Finland aktiv und nahm währenddessen auch die dritte EP Two Years of Downhill auf. Mäntymaas Wehrdienst endete Anfang Januar, woraufhin Hauru ein Wochenende später einrückte. Hauru mischte die EP an den Wochenenden, die er zu Hause war, ab. Im Frühling und Sommer 2003 wurde nur ein Konzert gegeben. Am 9. Oktober 2003 beendete Hauru seinen Wehrdienst, dann musste Nissinen ab Januar 2004 den seinen ableisten. In der Folgezeit nahm die Gruppe Ende Mai 2004 die EP Promote Chaos auf. Nachdem Tommi Vehmas als neuer Bassist hinzugekommen war, begannen die Arbeiten zur EP Flatline. Der Tonträger wurde 2005 veröffentlicht. 2010 erschien über Droptone Productions das Debütalbum Under a Ton of Ice, dem sich ein zweites Album drei Jahre später unter dem Namen Paths to Exile bei Inverse Records anschloss.

## Stil
Luxi Lahtinen von metal-rules.com beschrieb in seiner Rezension zu Flatline den Klang der Musik als massiv, „heavy“ und aggressiv, wobei er Einflüsse von Pantera, späteren Sepultura, Machine Head, Meshuggah, Lamb of God und Hatebreed heraushörte. Florian von Metal.de ordnete Paths to Exile dem Melodic Death Metal zu und fühlte sich an Illdisposed, The Project Hate MCMXCIX und Destinity erinnert. Die Gruppe könne dennoch einen eigenen Stil erschaffen und klinge nicht wie eine Kopie dieser Gruppen. Das Album zeichne sich vor allem durch „[n]ach vorne treibende Riffs, eingängige Melodien und mächtige Growls“ aus. Gelegentlich verwende die Gruppe jedoch auch Klargesang. In langsameren Passagen erinnere man an Insomnium.

## Diskografie
- 2001: Instrument of Destruction (EP, Eigenveröffentlichung)
- 2002: Souls for Sale (EP, Eigenveröffentlichung)
- 2003: Two Years of Downhill (EP, Eigenveröffentlichung)
- 2004: Promote Chaos (EP, Eigenveröffentlichung)
- 2005: Flatline (EP, Eigenveröffentlichung)
- 2010: Under a Ton of Ice (Album, Droptone Productions)
- 2013: Paths to Exile (Album, Inverse Records)